# 金桥镇 (蓬溪县)
金桥镇，原为金桥乡，是中华人民共和国四川省遂宁市蓬溪县下辖的一个乡镇级行政单位。2019年9月，撤销高坪镇，将其所属行政区域划归金桥镇管辖。

## 行政区划
金桥镇下辖以下地区：
金黄村、过军坝村、蛇亭咀村、石岩弯村、翰林村和瓦房沟村。